# Alma del Banco
Alma Aline Henriette del Banco (ur. 24 grudnia 1862 w Hamburgu, zm. 8 marca 1943 tamże) – niemiecka malarka i graficzka modernistyczna żydowskiego pochodzenia.

## Życiorys
Pochodziła z zasymilowanej żydowskiej rodziny. Zaczęła zajmować się malarstwem w wieku 30 lat. Kształciła się m.in. u Ernsta Eitnera w prywatnej szkole artystycznej prowadzonej przez Valeskę Röver w Hamburgu, następnie wyjechała do Paryża, gdzie pobierała nauki u Fernanda Légera i J. Simona i zaczęła inspirować się ekspresjonizmem i kubizmem. Początkowo malowała pejzaże, później także martwe natury i portrety. Od około 1918 roku zaczęła tworzyć w charakterystycznym dla jej dojrzałej twórczości stylu, wprowadzając ciemny kontur i elementy szkicowania do swojego malarstwa. Należała do założycieli stowarzyszenia secesji hamburskiej (1919), została także członkinią organizacji zrzeszającej niemieckie i austriackie artystki. Ida Dehmel nazwała ją „czołową malarką Hamburga”.
Po dojściu nazistów do władzy, powoli zaczęto wypierać ją ze świata sztuki ze względu na awangardowy duch jej prac i żydowskie pochodzenie. W marcu 1933 roku policja zamknęła dwunastą wystawę secesji hamburskiej za rzekomą promocję „bolszewizmu kulturowego” (Kulturbolschewismus). Wkrótce stowarzyszenie hamburskich secesjonistów zakończyło działalność, by nie poddawać się nowo narzuconym zasadom życia publicznego, takim jak usunięcie osób pochodzenia żydowskiego ze swoich szeregów. W 1937 roku prace del Banco usunięto z Kunsthalle w Hamburgu, uznając je za przykład „sztuki zdegenerowanej”, do tego dziewięć z trzynastu obrazów zniszczono.
W nocy z 7 na 8 marca 1943, by uniknąć deportacji do obozu koncentracyjnego Theresienstadt, del Banco popełniła samobójstwo, przedawkowując morfinę. Zmarła nad ranem.

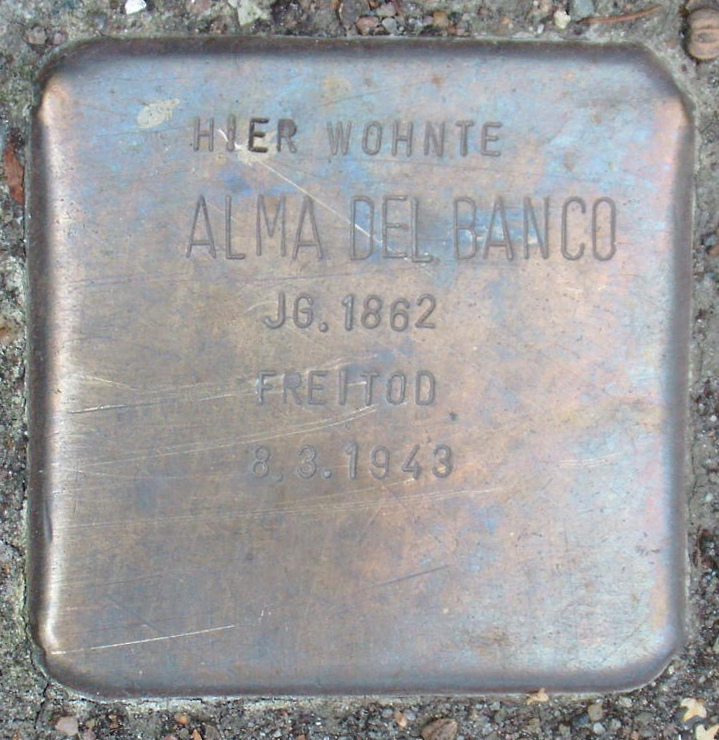
Stolperstein upamiętniający Almę del Banco, Hasenhöhe 95, Hamburg

## Upamiętnienie
Del Banco została upamiętniona stolpersteinem, który znajduje się na ul. Hasenhöhe 95 w Hamburgu – przy ostatnim miejscu jej zamieszkania. Jej imię nosi nagroda przyznawana przez University of Europe for Applied Sciences w Hamburgu w porozumieniu z Forum für Künstlernachlässe Hamburg, przyznawana za najlepszą pracę licencjacką w dziedzinie sztuki i designu na tej uczelni.

## Galeria

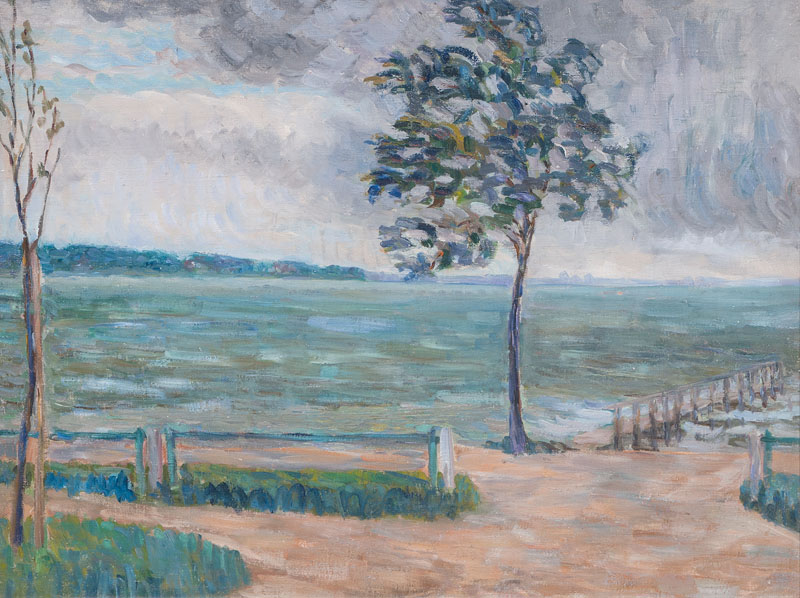
Fördeufer, ok. 1911
Blick von der Süllbergterrasse, Blankenese, auf die Elbe, 1918
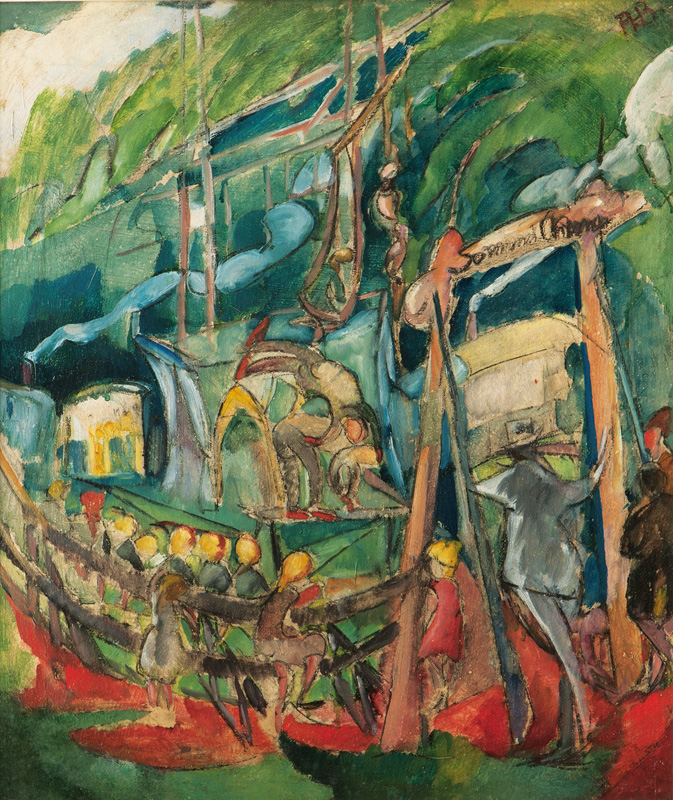
Sommertheater, 1918-1922
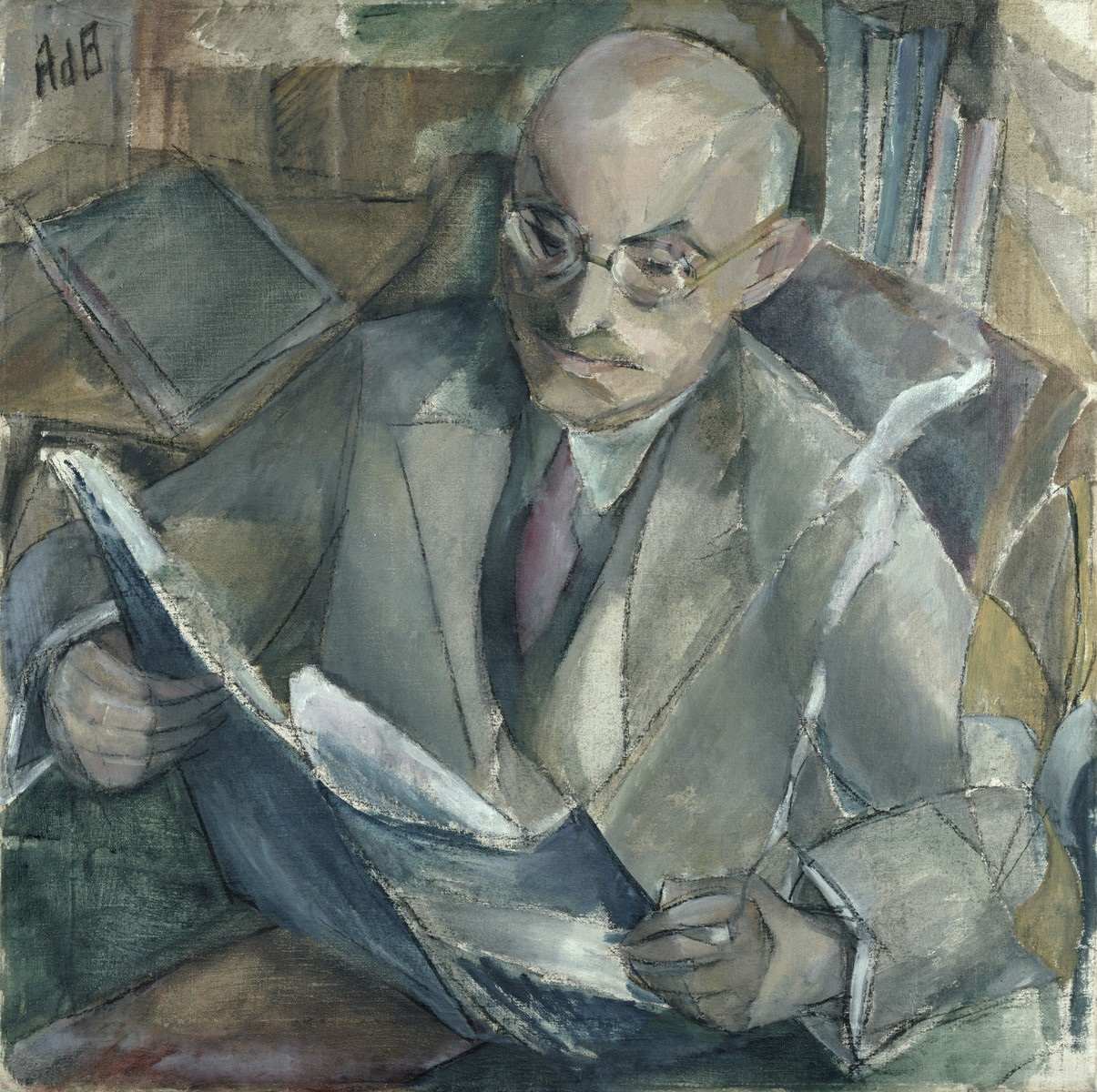
Porträt Dr. Wendemuth, 1922, Kunsthalle w Hamburgu
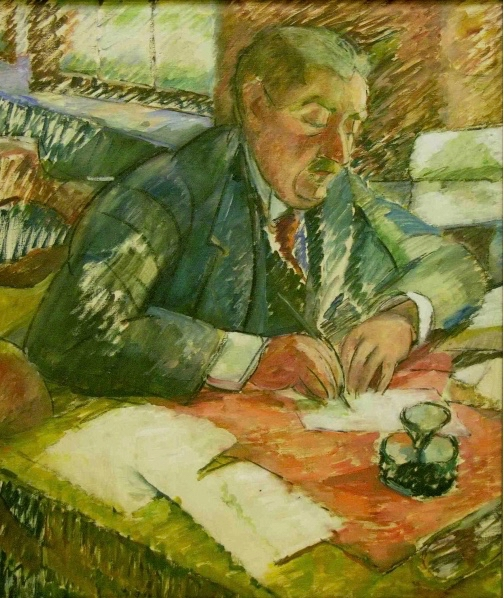
August Wilhelm Hunzinger